# Gonçalo Guedes
Gonçalo Manuel Ganchinho Guedes (Benavente, Portugal, 29 de novembre de 1996), conegut com a Gonçalo Guedes, és un futbolista portugués que juga com a extrem, davanter centre o mitja punta a la Reial Societat. És internacional amb la selecció portuguesa.

## Trajectòria

### Inicis
Nascut a Benavente, va signar el 2005, amb 8 anys, per la pedrera del SL Benfica. En el seu debut va marcar els cinc gols d'un partit contra jugadors tres anys majors que ell.
Anys després, en la temporada 2013-14, va formar part de l'equip juvenil del Benfica que va participar en la primera edició de la Lliga Juvenil de la UEFA, en la qual va arribar a ser finalista eliminant als equips juvenils de PSG, Anderlecht, Manchester City i Reial Madrid.
El 19 d'abril de 2014 va fer el seu debut com a professional amb el Benfica B en un partit de la Segona Divisió contra el Futbol Club Porto B.

### SL Benfica
El 18 d'octubre de 2014, amb sol 17 anys, va debutar amb el primer equip del Benfica en la tercera ronda de la Copa de Portugal contra el Sporting Covilhã, però el seu debut en la Primeira Lliga va ser el 4 de gener de 2015, ja amb 18 anys, contra el FC Penafiel en la 15ª jornada, i va participar en quatre partits més amb el primer equip però després va tornar a jugar amb el filial. Va marcar 8 gols en la Segona Divisió, però sobretot va destacar pels seus 14 assistències de gol.
L'estiu de 2015 va guanyar el premi al Jugador Revelació de l'Any en la Segona Lliga de Portugal i nominat al Premi Golden Boy, com un dels 40 millors jugadors sub-21 del món que juguen a Europa.
La temporada 2015-16 va ser la de la seua consagració definitiva en el primer equip del Benfica. Va començar la temporada jugant en el primer equip, marcant el seu primer gol el 26 de setembre de 2015 davant del Paços de Ferreira en la 6ª jornada, i solament quatre dies després va marcar el seu primer gol en el qual era el seu segon partit en la Champions League, en l'estadi Vicente Calderón enfront de l'Atlètic de Madrid, partit que va guanyar l'equip portugués per 1-2. En la Lliga va marcar dos gols més, davant el CD Tondela i Boavista, i a més va donar 6 assistències de gol, tot açò en 18 partits de la primera divisió portuguesa. L'equip va acabar guanyant el campionat, però Guedes va baixar a ajudar l'equip filial amb el qual va aconseguir 3 gols i 2 assistències en sol 5 trobades. En la Champions va arribar a jugar 7 partits, un d'ells la volta dels quarts de final enfront del FC Bayern de Múnic. També va participar n 4 partits de la Copa de la Lliga, jugant fins i tot minuts en la final contra el Maríitimo, que va guanyar el Benfica per 2-6.
Després de diversos rumors sobre la seua possible marxa a altres clubs, finalment es va quedar la temporada 2016-17 en el Benfica sent ja un jugador titular indiscutible amb sol 19 anys. Així i tot no passava desapercebut per a diversos clubs d'Europa, amb els quals mantenia converses el seu agent Jorge Mendes. Va marcar i va assistir en totes les competicions: 2 gols i 3 assistències en 16 partits de Lliga, 2 gols i 1 assistència en 6 partits de Champions League, 1 gol i 3 assistències en 4 partits de la Copa, i 2 gols en 2 partits de la Copa de la Lliga. En el mercat d'hivern va arribar una oferta elevada del PSG i Guedes va deixar el Benfica.

### París Saint-Germain
El 25 de gener de 2017, amb 20 anys, va fitxar pel París Saint-Germain del milionari Nasser Al-Khelaïfi per 30 milions d'euros i amb un contracte fins a 2021. Se cercava reforçar a l'equip de cara a intentar aconseguir el liderat de l'Mònaco en la Ligue 1 i arribar el més lluny possible en la Champions League a les ordres del tècnic Unai Emery, encara que Guedes no podia jugar aquesta competició perquè ja havia participat en la mateixa edició amb el Benfica. El seu debut es va produir al poc d'arribar, jugant solament 3 minuts el 29 de gener en un empat 1-1 contra l'AS Mònaco. Va tenir escasses participacions, i solament una titularitat en lliga enfront de l'AS Nancy i una altra en copa enfront del Chamois Niortais. No va aconseguir marcar cap gol però sí va donar una assistència en el tercer gol de la golejada 5-0 enfront del SC Bastia de la 36º jornada, concretament al davanter Edinson Cavani. En total va participar en 7 partits de lliga i 4 de Copa, torneig que va guanyar el PSG però sense participació de Guedes en la final.

### València CF
L'estiu de 2017, l'amistat entre Nasser Al-Khelaïfi i Peter Lim, propietari del València CF, va fer possible la cessió del jugador al València per una temporada. En la cessió no hi havia opció de compra, ja que el PSG no volia desfer-se del jugador, sobretot després de la gran xifra que va pagar al Benfica. Guedes va arribar a les ordres de Marcelino García Toral i va ajudar a que el renovat València CF aconseguira la millor arrencada quant a resultats dels últims setanta anys. Va debutar el 9 de setembre en la 3ª jornada, en un empat 0-0 enfront de l'Atlètic de Madrid en Mestalla, i ràpidament va entrar en la dinàmica de l'equip. Va marcar el seu primer gol el 15 d'octubre en la golejada 3-6 en l'estadi Benito Villamarín al Reial Betis, i la següent jornada va enamorar el públic de Mestalla amb dos gols al Sevilla FC en una altra golejada (4-0).
L'estiu de 2018, després de la cessió, va tornar a la disciplina del PSG, amb qui va participar en la pretemporada. Després de diverses negociacions entre els dos propietaris del club, el València CF va tancar el fitxatge del jugador a finals d'agost. L'operació, tancada en 50 milions més variables, va constituir el fitxatge més car de la història del València.

## Internacional
Després d'haver jugat en totes les categories inferiors de la Selecció de futbol de Portugal i ser titular en el primer equip del Benfica, va debutar el 14 de novembre de 2015 en la selecció absoluta en un partit amistós contra Rússia en l'Estadi Kuban de Krasnodar, amb derrota per 1-0. El seu segon partit va ser tres dies després en un altre amistós que acabà amb victòria per 0-2 davant Luxemburg. Després va tornar a jugar amb la selecció sub-21 i no va tornar a ser convocat amb l'absoluta fins a la seua explosió definitiva en el València CF, tornant a participar el 7 d'octubre de 2017 en un partit de classificació per al Mundial 2018 davant d'Andorra.
El 17 de maig de 2018, el seleccionador Fernando Santos el va incloure en la llista de 23 per al Mundial de Rússia.

### Participacions en mundials
| Mundial                        | Seu    | Resultat        | Partits | Gols |
| Copa Mundial de Futbol de 2018 | Rússia | Octaus de final | 4       | 0    |

## Palmarès
Benfica SL
- 4 Lligues portugueses: 2014-15, 2015-16, 2016-17, 2022-23
- 1 Copa portuguesa: 2016-17
- 2 Copes de la lliga portuguesa: 2014-15, 2015-16
- 1 Supercopa portuguesa: 2016

Paris Saint-Germain
- 1 Ligue 1: 2017-18
- 1 Copa francesa: 2016-17
- 1 Supercopa francesa: 2017

València CF
- 1 Copa del Rei: 2018-19

Selecció portuguesa
- 1 Lliga de les Nacions de la UEFA: 2018-19